# Kanton Neuvy-Saint-Sépulchre
Der Kanton Neuvy-Saint-Sépulchre ist seit 1790 ein französischer Wahlkreis im Arrondissement La Châtre, im Département Indre und in der Region Centre-Val de Loire; sein Hauptort ist Neuvy-Saint-Sépulchre.

## Gemeinden
Der Kanton besteht aus 25 Gemeinden mit insgesamt 14.878 Einwohnern (Stand: 1. Januar 2022) auf einer Gesamtfläche von 652,94 km²:
| Gemeinde                     | Einwohner 1. Januar 2022 | Fläche km² | Dichte Einw./km² | Code INSEE | Postleitzahl |
| ---------------------------- | ------------------------ | ---------- | ---------------- | ---------- | ------------ |
| Aigurande                    | 1.329                    | 27,77      | 48               | 36001      | 36140        |
| Buxières-d’Aillac            | 243                      | 25,75      | 9                | 36030      | 36230        |
| Chassignolles                | 533                      | 29,94      | 18               | 36043      | 36400        |
| Cluis                        | 979                      | 35,32      | 28               | 36056      | 36340        |
| Crevant                      | 706                      | 36,54      | 19               | 36060      | 36140        |
| Crozon-sur-Vauvre            | 331                      | 27,69      | 12               | 36061      | 36140        |
| Fougerolles                  | 352                      | 17,17      | 21               | 36078      | 36230        |
| Gournay                      | 280                      | 20,33      | 14               | 36084      | 36230        |
| La Buxerette                 | 111                      | 10,99      | 10               | 36028      | 36140        |
| Le Magny                     | 1.015                    | 17,84      | 57               | 36109      | 36400        |
| Lourdoueix-Saint-Michel      | 303                      | 19,67      | 15               | 36099      | 36140        |
| Lys-Saint-Georges            | 200                      | 12,98      | 15               | 36108      | 36230        |
| Maillet                      | 242                      | 25,02      | 10               | 36110      | 36340        |
| Malicornay                   | 189                      | 16,31      | 12               | 36111      | 36340        |
| Mers-sur-Indre               | 664                      | 25,45      | 26               | 36120      | 36230        |
| Montchevrier                 | 448                      | 34,70      | 13               | 36126      | 36140        |
| Montgivray                   | 1.557                    | 25,48      | 61               | 36127      | 36400        |
| Montipouret                  | 611                      | 27,89      | 22               | 36129      | 36230        |
| Mouhers                      | 205                      | 17,89      | 11               | 36133      | 36340        |
| Neuvy-Saint-Sépulchre        | 1.657                    | 35,11      | 47               | 36141      | 36230        |
| Orsennes                     | 705                      | 49,28      | 14               | 36146      | 36190        |
| Saint-Denis-de-Jouhet        | 969                      | 43,48      | 22               | 36189      | 36230        |
| Saint-Plantaire              | 602                      | 34,07      | 18               | 36207      | 36190        |
| Sarzay                       | 300                      | 18,30      | 16               | 36210      | 36230        |
| Tranzault                    | 347                      | 17,97      | 19               | 36226      | 36230        |
| Kanton Neuvy-Saint-Sépulchre | 14.878                   | 652,94     | 23               | 3611       | –            |

Bis zur landesweiten Neuordnung der französischen Kantone im März 2015 gehörten zum Kanton Neuvy-Saint-Sépulchre die zwölf Gemeinden Cluis, Fougerolles, Gournay, Lys-Saint-Georges, Maillet (Indre), Malicornay, Mers-sur-Indre, Montipouret, Mouhers, Neuvy-Saint-Sépulchre, Sarzay und Tranzault. Sein Zuschnitt entsprach einer Fläche von 269,74 km2. Er besaß vor 2015 den INSEE-Code 3616.

## Bevölkerungsentwicklung
| 1962 | 1968 | 1975 | 1982 | 1990 | 1999 | 2006 |
| ---- | ---- | ---- | ---- | ---- | ---- | ---- |
| 6503 | 7161 | 6622 | 6285 | 6008 | 5927 | 6011 |